# Mengke Bateer
Mengke Bateer (em mongol:  ᠮᠥᠩᠬᠡᠪᠠᠭᠠᠲᠤᠷ, em mongol transliterado: Мөнхбаатар, em chinês simplificado: 孟克•巴特尔, em chinês tradicional: 孟克•巴特爾, em pinyin: Mèngkè Bātè'ěr, nascido em Hanggin Banner em 20 de novembro de 1975 é um ex-basquetebolista e ator da China. 

## Carreira
Durante sua carreira jogou con campeonado chinês, na NBA e na Development League, e desde 1994 até 2004 jogou na Seleção Chinesa de Basquetebol Masculino. Ele integrou a Seleção Chinesa de Basquetebol em Atenas 2004, terminando na oitava posição.

## Filmografía
| Ano  | Título em Inglês         | Título original | Personagem  | Notas |
| ---- | ------------------------ | --------------- | ----------- | ----- |
| 2005 | The Blue Xanadu          | 蔚藍色的杭蓋    | Yela        |       |
| 2009 | Bodyguards and Assassins | 十月圍城        | Wang Fuming |       |
| 2010 | Here Comes Fortune       | 財神到          | Gong        | cameo |